# Mateusz Jarosz
Mateusz Jarosz (ur. 22 kwietnia 2002) – polski kombinator norweski. Czterokrotny uczestnik mistrzostw świata juniorów (2018-2021) oraz zimowych igrzysk olimpijskich młodzieży (2020). Medalista mistrzostw Polski w kombinacji norweskiej.

## Przebieg kariery
W sierpniu 2017 zadebiutował w zawodach FIS Youth Cup, zajmując w Oberstdorfie 14. miejsce. Na przełomie stycznia i lutego 2018 po raz pierwszy w karierze wystartował w mistrzostwach świata juniorów, zajmując indywidualnie miejsca w piątej dziesiątce (44. na dłuższym dystansie i 46. na krótszym), a drużynowo plasując się na 12. lokacie.
W sezonie 2018/19 wystartował na mistrzostwach świata juniorów, zajmując indywidualnie miejsca w piątej dziesiątce (41. na dłuższym dystansie i 44. na krótszym), a drużynowo plasując się na 13. pozycji. 16 lutego 2019 w Renie zadebiutował w Pucharze Kontynentalnym zajmując 39. miejsce. 13 marca 2019 zdobył brązowy medal mistrzostw Polski w kombinacji norweskiej w zawodach indywidualnych na skoczni normalnej (Gundersen HS 106/10 km).
6 września 2019 w Planicy zadebiutował w zawodach LGP zajmując 48. miejsce.

## Osiągnięcia

### Mistrzostwa świata juniorów
| Miejsce | Dzień       | Rok  | Miejscowość    | Konkurencja           | Wynik zwycięzcy | Strata  | Zwycięzca          |
| ------- | ----------- | ---- | -------------- | --------------------- | --------------- | ------- | ------------------ |
| 44.     | 30 stycznia | 2018 | Kandersteg     | Gundersen HS106/10 km | 22:58,3         | +5:10,4 | Ondřej Pažout      |
| 12.     | 1 lutego    | 2018 | Kandersteg     | Sztafeta HS106/4x5 km | 56:33,0         | +8:03,1 | Austria            |
| 46.     | 3 lutego    | 2018 | Kandersteg     | Gundersen HS106/5 km  | 11:28,8         | +3:22,4 | Vid Vrhovnik       |
| 44.     | 23 stycznia | 2019 | Lahti          | Gundersen HS100/5 km  | 13:43,0         | +3:04,5 | Julian Schmid      |
| 13.     | 25 stycznia | 2019 | Lahti          | Sztafeta HS100/4x5 km | 53:16,4         | +6:41,1 | Niemcy             |
| 41.     | 27 stycznia | 2019 | Lahti          | Gundersen HS100/10 km | 28:16,8         | +4:40,0 | Johannes Lamparter |
| 43.     | 4 marca     | 2020 | Oberwiesenthal | Gundersen HS105/10 km | 24:00,1         | +6:15,4 | Jens Lurås Oftebro |
| 7.      | 8 marca     | 2020 | Oberwiesenthal | Sztafeta HS105/4x5 km | 47:23,5         | +4:56,2 | Austria            |
| 29.     | 11 lutego   | 2021 | Lahti          | Gundersen HS100/10 km | 26:24,3         | +4:23,6 | Johannes Lamparter |

### Zimowe igrzyska olimpijskie młodzieży
| Miejsce | Dzień     | Rok  | Miejscowość        | Konkurencja         | Wynik zwycięzcy | Strata  | Zwycięzca          |
| ------- | --------- | ---- | ------------------ | ------------------- | --------------- | ------- | ------------------ |
| 14.     | 18 lutego | 2020 | Lozanna / Prémanon | Gundersen HS90/6 km | 14:45,8         | +1:42,0 | Stefan Rettenegger |

### Puchar Kontynentalny

#### Miejsca w klasyfikacji generalnej
- sezon 2018/2019: niesklasyfikowany
- sezon 2019/2020: niesklasyfikowany
- sezon 2020/2021: niesklasyfikowany

#### Miejsca w poszczególnych konkursach Pucharu Kontynentalnego
| Sezon 2018/2019                                                               |                   |           |                |                |             |             |          |          |         |          |             |             |             |             |             |             |        |        |        |        |        |        |        |        |        |
| Steamboat Springs                                                             | Steamboat Springs | Park City | Park City      | Klingenthal    | Klingenthal | Ruka        | Ruka     | Planica  | Planica | Eisenerz | Eisenerz    | Rena        | Rena        | Niżny Tagił | Niżny Tagił | Niżny Tagił | punkty | punkty | punkty | punkty | punkty | punkty | punkty | punkty | punkty |
| -                                                                             | -                 | -         | -              | -              | -           | -           | -        | -        | -       | -        | -           | 39          | 41          | -           | -           | -           | 0      | 0      | 0      | 0      | 0      | 0      | 0      | 0      | 0      |
| Sezon 2019/2020                                                               |                   |           |                |                |             |             |          |          |         |          |             |             |             |             |             |             |        |        |        |        |        |        |        |        |        |
| Park City                                                                     | Park City         | Park City | Oberwiesenthal | Oberwiesenthal | Klingenthal | Klingenthal | Rena     | Rena     | Planica | Planica  | Eisenerz    | Eisenerz    | Lahti       | Lahti       | Niżny Tagił | Niżny Tagił | punkty | punkty | punkty | punkty | punkty | punkty | punkty | punkty | punkty |
| -                                                                             | -                 | -         | 50             | 39             | -           | -           | 36       | 41       | 45      | 33       | -           | -           | -           | -           | 38          | dq          | 0      | 0      | 0      | 0      | 0      | 0      | 0      | 0      | 0      |
| Sezon 2020/2021                                                               |                   |           |                |                |             |             |          |          |         |          |             |             |             |             |             |             |        |        |        |        |        |        |        |        |        |
| Park City                                                                     | Park City         | Park City | Klingenthal    | Klingenthal    | Klingenthal | Eisenerz    | Eisenerz | Eisenerz | Lahti   | Lahti    | Niżny Tagił | Niżny Tagił | Niżny Tagił | punkty      | punkty      | punkty      | punkty | punkty | punkty | punkty | punkty | punkty |        |        |        |
| -                                                                             | -                 | -         | -              | -              | -           | 56          | 53       | 39       | dq      | 52       | -           | -           | -           | 0           | 0           | 0           | 0      | 0      | 0      | 0      | 0      | 0      |        |        |        |
| Legenda                                                                       |                   |           |                |                |             |             |          |          |         |          |             |             |             |             |             |             |        |        |        |        |        |        |        |        |        |
| 1 2 3 4-10 11-30 poniżej 30 dq – dyskwalifikacja - – zawodnik nie wystartował |                   |           |                |                |             |             |          |          |         |          |             |             |             |             |             |             |        |        |        |        |        |        |        |        |        |

### Letnie Grand Prix

#### Miejsca w klasyfikacji generalnej
- 2019: niesklasyfikowany

#### Miejsca w poszczególnych konkursach LGP
| 2019 |             |         |         |            |         |         |        |        |        |        |        |        |        |        |        |        |
| Oberwiesenthal | Klingenthal | Oberhof | Oberhof | Tschagguns | Planica | Planica | punkty | punkty | punkty | punkty | punkty | punkty | punkty | punkty | punkty | punkty |
| - | -           | -       | -       | -          | 48      | 49      | 0      | 0      | 0      | 0      | 0      | 0      | 0      | 0      | 0      | 0      |
| Legenda |             |         |         |            |         |         |        |        |        |        |        |        |        |        |        |        |
| 1 2 3 4-10 11-30 poniżej 30 dq – dyskwalifikacja - – zawodnik nie wystartował q – zawodnik nie zakwalifikował się DNF – zawodnik nie ukończył biegu DNS – zawodnik nie wystartował do biegu |             |         |         |            |         |         |        |        |        |        |        |        |        |        |        |        |

### Mistrzostwa Polski

#### Miejsca w poszczególnych konkursach zimowych mistrzostw Polski
| Miejsce | Dzień     | Rok  | Miejscowość | Skocznia | Punkt K | HS     | Konkurs  | Nota      | Bieg    | Strata   | Zwycięzca         |
| ------- | --------- | ---- | ----------- | -------- | ------- | ------ | -------- | --------- | ------- | -------- | ----------------- |
| 3.      | 13 marca  | 2019 | Szczyrk     | Skalite  | K-95    | HS-106 | indywid. | 97,5 pkt  | 29:05,4 | + 0:27,3 | Wojciech Marusarz |
| 5.      | 14 lutego | 2020 | Szczyrk     | Skalite  | K-95    | HS-104 | indywid. | 109,5 pkt | 29:48,0 | + 2:52,0 | Szczepan Kupczak  |
| 3.      | 19 marca  | 2021 | Szczyrk     | Skalite  | K-95    | HS-104 | indywid. | 117,0 pkt | 32:10,1 | + 2:08,1 | Szczepan Kupczak  |

#### Miejsca w poszczególnych konkursach letnich mistrzostw Polski
| Miejsce | Dzień           | Rok  | Miejscowość | Skocznia       | Punkt K | HS     | Konkurs  | Nota     | Bieg    | Strata   | Zwycięzca        |
| ------- | --------------- | ---- | ----------- | -------------- | ------- | ------ | -------- | -------- | ------- | -------- | ---------------- |
| 7.      | 8 października  | 2017 | Szczyrk     | Skalite        | K-95    | HS-106 | indywid. | 97,5 pkt | 25:32,8 | + 4:28,3 | Paweł Słowiok    |
| 5.      | 20 października | 2018 | Zakopane    | Wielka Krokiew | K-125   | HS-140 | indywid. | 92,5 pkt | 27:43,1 | + 5:06,3 | Szczepan Kupczak |
| 7.      | 13 października | 2019 | Szczyrk     | Skalite        | K-95    | HS-104 | indywid. | 95,0 pkt | 27:34,0 | + 3:48,0 | Adam Cieślar     |